# L'esodo
L'esodo è un film italiano del 2017 diretto da Ciro Formisano.

## Trama
Roma, 2012. Francesca è un'esodata, ovvero una dei 390.000 lavoratori che la riforma Fornero ha lasciato a casa senza alcun reddito in attesa di un'età pensionabile innalzata repentinamente. La situazione di Francesca è particolarmente delicata perché vive sola con una nipote 16enne troppo giovane per capire la situazione e che la ritiene responsabile per la loro "miseria". La donna, non trovando alcuna soluzione e dopo aver trovato solo porte chiuse, si ritrova a chiedere l'elemosina sotto ai portici di Piazza della Repubblica vivendo l'esperienza della vergogna per la propria situazione e affrontando le reazioni della gente verso di lei, non sempre benevole, armata solo della propria dignità. In quel frangente, Francesca fa nuove conoscenze e amicizie fino al giorno in cui una giornalista le chiede di raccontare la sua storia.

## Produzione
Il film è un'opera no profit sostenuta attraverso partecipazioni volontarie tramite il web.

## Distribuzione
Il film è stato distribuito in Italia il 9 novembre 2017.

## Critica
(Paola Casella)

## Riconoscimenti
- 58ª edizione del Globo d'oro 2018 – Gran Premio Della Stampa Estera
- 73ª edizione dei Nastri d'argento 2018 – Candidatura miglior soggetto[3]
- 26ª edizione del Chichester International Film Festival – Miglior Film Indipendente
- 14ª edizione del Rencontres du Cinema Italien à Toulouse – Premio della Giuria
- 33ª edizione del Festival delle Cerase – Miglior Attrice Daniela Poggi
- 1ª edizione del Cyprus Italian Film Festival – Miglior Film
- 8ª edizione del Asti Film Festival – Miglior Attrice Daniela Poggi
- 7ª edizione del Foggia Film Festival – Miglior Film
- 20ª edizione del Festival Internazionale Inventa un Film di Lenola – Miglior Film - Premio del Pubblico
- 13ª edizione del Santa Marinella Film Festival – Miglior Attrice Protagonista Daniela Poggi e Miglior colonna sonora a Roberto Ulino
- 16ª edizione del Villammare film festival – Miglior Opera Prima Ciro Formisano, Miglior Attrice protagonista Daniela Poggi, Miglior Attrice non protagonista Cinzia Mirabella
- 24ª edizione di Scrivere per il Cinema Mirabella Eclano – Miglior Film e Miglior Attrice Protagonista Daniela Poggi
- 21ª edizione Terra di Siena Film Festival – Gran Premio della Giuria
- 19ª edizione del Napoli Film Festival – Premio Miglior Attrice protagonista a Daniela Poggi
- 1ª edizione del GioFilmFest di Fano – Miglior Film e Miglior Attrice Protagonista Daniela Poggi
- 1ª edizione del Festival dei Castelli Romani – Miglior Regia